# Eerste klasse 1905-06 (voetbal België)
Het seizoen 1905/06 van de Belgische Eerste Klasse was het elfde officieel seizoen van de hoogste Belgische voetbalklasse. De officiële benaming destijds was Division d'Honneur of Eere Afdeeling.
Net zoals het vorig seizoen bestond het kampioenschap opnieuw uit één enkele reeks, die 10 ploegen telde. Union Saint-Gilloise veroverde zijn derde landstitel, de derde op rij.

## Gepromoveerde teams
Er promoveerden geen clubs na vorig seizoen, de ereafdeling bestond gewoon uit dezelfde clubs als het jaar er voor, op Athletic & Running Club de Bruxelles na.

## Degraderende teams
Na het seizoen zakte de laatste, Beerschot AC, uit de hoogste reeks.

## Clubs
Volgende tien clubs speelden in 1905/06 in Eerste Klasse. De nummers komen overeen met de plaats in de eindrangschikking:
| # kaart | Stam- nummer | Club                      | Plaats              | Stadion                                                         | # seiz. 1e klasse |
| ------- | ------------ | ------------------------- | ------------------- | --------------------------------------------------------------- | ----------------- |
| 1       | 10           | Union Saint-Gilloise      | Ukkel               | terrein Kersbergstraat (tegenwoordig Alphonse Asselbergsstraat) | 5e                |
| 2       | 3            | FC Brugeois               | Brugge              | "Het Ratteplein" in de Sint-Baafs-wijk                          | 9e                |
| 3       | 6            | Racing Club de Bruxelles  | Ukkel               | Stade du Vivier d'Oie (nr 10 op kaartje)                        | 11e               |
| 4       | 8            | CS Verviétois             | Verviers            | ?                                                               | 6e                |
| 5       | 2            | Daring Club de Bruxelles  | Sint-Jans-Molenbeek | terrein aan de Jetse Steenweg 501                               | 3e                |
| 6       | 5            | Léopold Club de Bruxelles | Ukkel               | Brugmanpark (nr 23 op kaartje)                                  | 11e               |
| 7       | 1            | Antwerp FC                | Antwerpen           | terrein aan de Kruisstraat op het Kiel                          | 10e               |
| 8       | 12           | CS Brugeois               | Brugge              | terrein vlak bij de Smedenpoort                                 | 7e                |
| 9       | 4            | FC Liégeois               | Luik                | terrein op het Champ d'Oiseaux in de wijk Cointe                | 11e               |
| 10      | 13           | Beerschot AC              | Antwerpen           | terrein op het Kiel                                             | 6e                |

## Eindstand
|   |    |                           | P  | W  | G | V  | +  | -  | DS  | Ptn |
| - | -- | ------------------------- | -- | -- | - | -- | -- | -- | --- | --- |
| K | 1  | Union Saint-Gilloise      | 18 | 15 | 3 | 0  | 75 | 12 | 63  | 33  |
|   | 2  | FC Brugeois               | 18 | 12 | 5 | 1  | 59 | 25 | 34  | 29  |
|   | 3  | Racing Club de Bruxelles  | 18 | 10 | 4 | 4  | 57 | 20 | 37  | 24  |
|   | 4  | CS Verviétois             | 18 | 7  | 3 | 8  | 32 | 41 | -9  | 17  |
|   | 5  | Daring Club de Bruxelles  | 18 | 6  | 5 | 7  | 32 | 44 | -12 | 17  |
|   | 6  | Léopold Club de Bruxelles | 18 | 7  | 2 | 9  | 40 | 52 | -12 | 16  |
|   | 7  | Antwerp FC                | 18 | 7  | 0 | 11 | 30 | 58 | -28 | 14  |
|   | 8  | CS Brugeois               | 18 | 4  | 4 | 10 | 30 | 47 | -17 | 12  |
|   | 9  | FC Liégeois               | 18 | 4  | 2 | 12 | 23 | 65 | -42 | 10  |
| D | 10 | Beerschot AC              | 18 | 2  | 4 | 12 | 34 | 48 | -14 | 8   |

P: wedstrijden gespeeld, W: wedstrijden gewonnen, G: gelijke spelen, V: wedstrijden verloren, +: gescoorde doelpunten, -: doelpunten tegen, DS: doelsaldo, Ptn: totaal punten
K: Kampioen, D: degradatie

## Uitslagentabel
|                           |     | ANT  | BEE | CSB | FCB | DAR  | LEO   | RCB   | USG | LUI | VER   |
| Antwerp FC                | ANT | X    | 3-1 | 4-1 | 1-2 | 4-1  | 6-0   | 0-3   | 0-3 | 1-2 | 2-1   |
| Beerschot AC              | BEE | 1-4  | X   | 2-2 | 3-5 | 1-2  | 3-4   | 1-2   | 2-2 | 8-1 | 4-0   |
| CS Brugeois               | CSB | 5-1  | 2-1 | X   | 2-2 | 1-2  | 3-0   | 1-4   | 1-4 | 4-0 | 2-2   |
| FC Brugeois               | FCB | 5-1  | 4-1 | 4-1 | X   | 4-4  | 4-1   | 1-0   | 2-2 | 8-1 | 5-0ff |
| Daring Club de Bruxelles  | DAR | 1-0  | 2-1 | 3-0 | 1-2 | X    | 3-3   | 2-3   | 0-1 | 4-4 | 1-2   |
| Léopold Club de Bruxelles | LEO | 7-0  | 2-2 | 6-1 | 1-5 | 3-1  | X     | 0-5ff | 2-5 | 3-2 | 2-0   |
| Racing Club de Bruxelles  | RCB | 12-0 | 1-1 | 4-1 | 0-0 | 0-0  | 5-1   | X     | 1-2 | 8-0 | 4-1   |
| Union Saint-Gilloise      | USG | 5-0  | 5-0 | 2-2 | 3-0 | 12-0 | 5-0ff | 5-2   | X   | 4-0 | 5-0ff |
| FC Liégeois               | LUI | 1-2  | 3-1 | 3-1 | 1-4 | 1-1  | 0-5   | 3-2   | 0-4 | X   | 0-2   |
| CS Verviétois             | VER | 7-1  | 4-1 | 3-0 | 2-2 | 2-4  | 2-0   | 1-1   | 0-6 | 3-1 | X     |

## Topscorer
| Scorer         | Goals | Team        | Land   |
| -------------- | ----- | ----------- | ------ |
| Robert De Veen | 26    | FC Brugeois | België |

1895/96 · 1896/97 · 1897/98 · 1898/99 · 1899/00 · 1900/01 · 1901/02 · 1902/03 · 1903/04 · 1904/05 · 1905/06 · 1906/07 · 1907/08 · 1908/09 · 1909/10 · 1910/11 · 1911/12 · 1912/13 · 1913/14 · 1914/15 · 1915/16 · 1916/17 · 1917/18 · 1918/19 · 
1919/20 · 1920/21 · 1921/22 · 1922/23 · 1923/24 · 1924/25 · 1925/26 · 1926/27 · 1927/28 · 1928/29 · 1929/30 · 1930/31 · 1931/32 · 1932/33 · 1933/34 · 1934/35 · 1935/36 · 1936/37 · 1937/38 · 1938/39 · 1939/40 · 1940/41 · 1941/42 · 1942/43 · 1943/44 · 1944/45 · 1945/46 · 1946/47 · 1947/48 · 1948/49 · 1949/50 · 1950/51 · 1951/52 · 1952/53 · 1953/54 · 1954/55 · 1955/56 · 1956/57 · 1957/58 · 1958/59 · 1959/60 · 1960/61 · 1961/62 · 1962/63 · 1963/64 · 1964/65 · 1965/66 · 1966/67 · 1967/68 · 1968/69 · 1969/70 · 1970/71 · 1971/72 · 1972/73 · 1973/74 · 1974/75 · 1975/76 · 1976/77 · 1977/78 · 1978/79 · 1979/80 · 1980/81 · 1981/82 · 1982/83 · 1983/84 · 1984/85 · 1985/86 · 1986/87 · 1987/88 · 1988/89 · 1989/90 · 1990/91 · 1991/92 · 1992/93 · 1993/94 · 1994/95 · 1995/96 · 1996/97 · 1997/98 · 1998/99 · 1999/00 · 2000/01 · 2001/02 · 2002/03 · 2003/04 · 2004/05 · 2005/06 · 2006/07 · 2007/08 · 2008/09 · 2009/10 · 2010/11 · 2011/12 · 2012/13 · 2013/14 · 2014/15 · 2015/16 · 2016/17 · 2017/18 · 2018/19 · 2019/20 · 2020/21· 2021/22 · 2022/23 · 2023/24 · 2024/25